# Epelatus eurytomoideus
Epelatus eurytomoideus är en stekelart som beskrevs av Girault 1928. Epelatus eurytomoideus ingår i släktet Epelatus och familjen puppglanssteklar. Inga underarter finns listade i Catalogue of Life.